# 八百津町立八百津小学校錦織分校
八百津町立八百津小学校錦織分校（やおつちょうりつ やおつしょうがっこう にしこおりぶんこう）は、かつて岐阜県加茂郡八百津町に存在した公立小学校の分校。

## 概要
- 八百津小学校の分校であり、校区は八百津町錦織であった。1958年時点での児童数は46名。1960年廃校。
- 元は可児郡錦津村の錦津小学校の分校であった。1955年に錦津村が八百津町に編入されたさい校区変更が行われ、錦津小学校から八百津小学校に移っている。これは、錦織分校を将来統合するさい、本校の錦津小学校がある伊岐津志地区と錦織地区を結ぶ道路が狭く急峻であるため、児童の通学が困難であること。八百津地区と錦織地区の間の木曽川には錦織橋[注釈 1]があることからという。

## 沿革
- 1880年（明治13年） - 錦織村に継志支校が開校する。
- 1886年（明治19年） - 錦織尋常小学校に改称する。
- 1889年（明治22年）7月1日 - 伊岐津志村と錦織村が合併し、錦津村が発足。
- 1908年（明治41年） - 伊岐津志尋常小学校に統合され、錦津尋常小学校錦織分教場となる。
- 1941年（昭和16年） - 錦津国民学校錦織分教場に改称する。
- 1947年（昭和22年） - 錦津村立錦津小学校錦織分校に改称する。
- 1955年（昭和30年）2月1日 - 錦津村が八百津町に編入される。同時に錦津小学校錦織分校は八百津小学校に移る。
- 1960年（昭和35年）3月 - 廃校。